# Cumquat
El cumquat (del cantonès kumquat) o Citrus japonica és un arbust perennifoli de la família de les rutàcies, originari de l'Àsia oriental, que fa entre 2,5 i 4,5 metres. El fruit comestible també es diu cumquat. La varietat més cultivada és la Fortunella japonica. El gènere Fortunella no està acceptat per tots els taxonomistes, ja que és molt pròxim al gènere dels cítrics (Citrus) i les suposades espècies de Fortunella es consideren com a meres variants de Citrus japònica.

## Morfologia

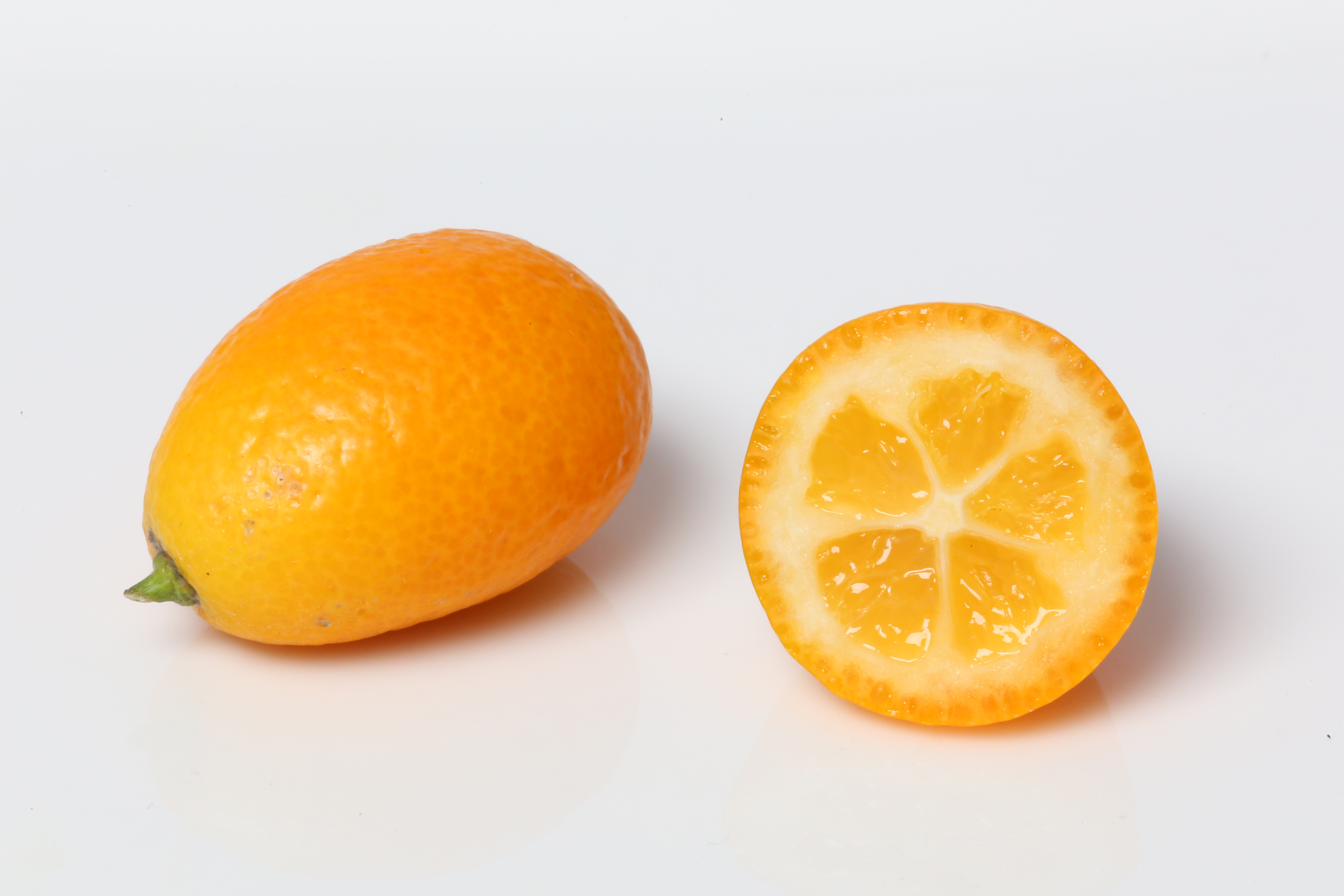
El fruit sencer i tallat

L'arbust adult fa entre 2,5 i 4,5 m d'alçària, de fulles alternes, lanceolades i coriàcies d'entre 4 i 9 cm de llarg, flors axil·lars, blanques i aromàtiques, solitàries o agrupades en raïm, pentàmeres i hermafrodites, i fruits ovoidals d'uns 5 cm de llarg i pell ataronjada o vermellosa. Els seus fruits són en forma d'hesperidi, de la mida d'una nou i tenen la polpa amargant i l'escorça comestible.

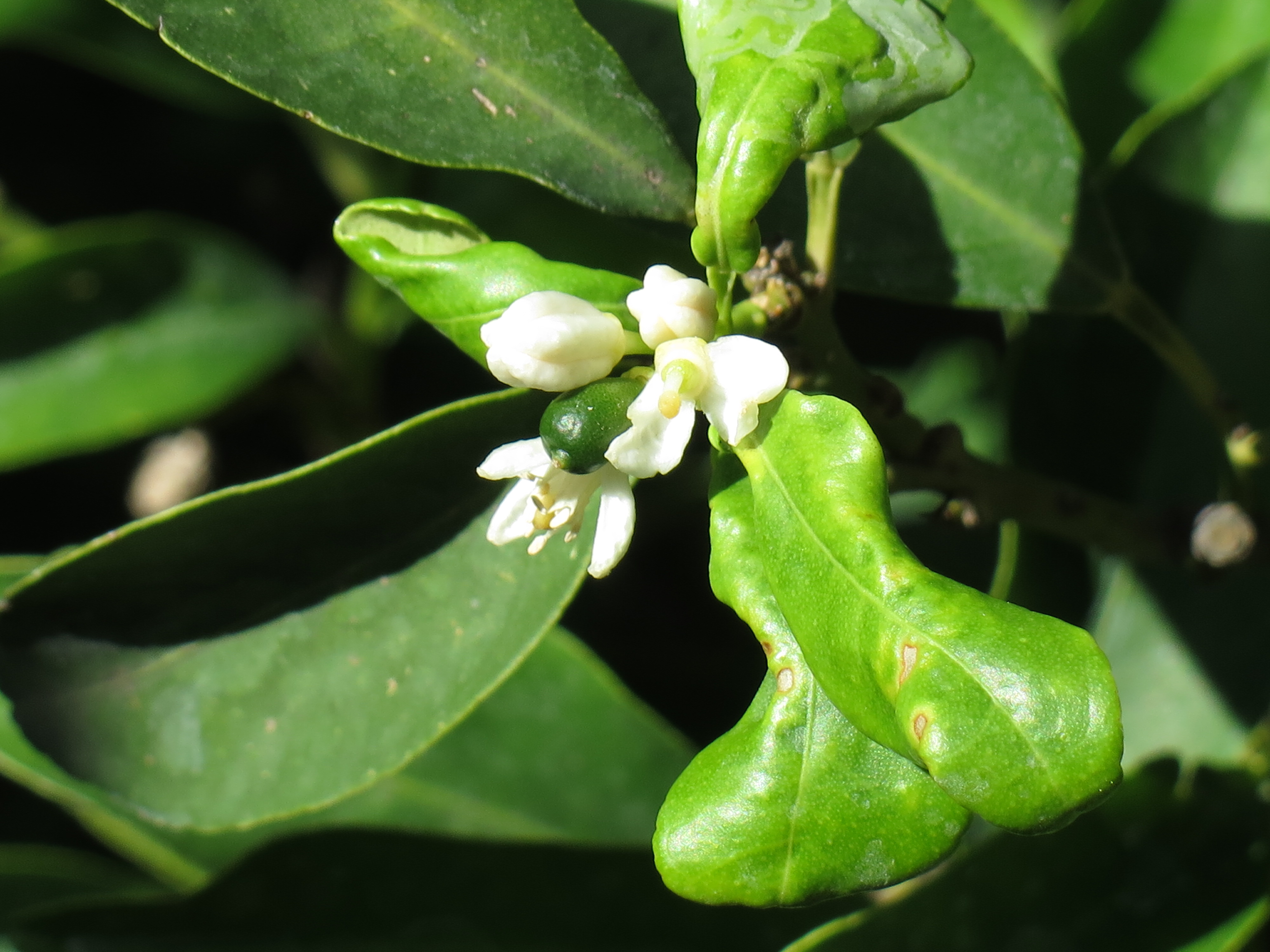
Flors i Fruit

Resisteix més al fred que els cítrics (fins -10 °C).

## Història
La planta és originària de l'Àsia meridional i la regió del Pacífic asiàtic. El seu primer esment escrit en la literatura xinesa data del 1178. Té una llarga tradició de cultura a l'Índia, Taiwan, les Filipines l'Àsia del sud-est. El 1784, el botànic suec Carl Peter Thunberg (1743-1828) la va classificar al gènere del cítrics. Té moltes semblances amb una petita taronja, si bé també hi té diferències notables: tolera gelades de fins a 10 sota zero i a l'hivern entra en dormició. El botànic Walter Swingle li va dedicar un gènere propi, Fortunella, en honor del botànic escocès Robert Fortune (1812-1880). Va ser Fortune que va introduir el cumquat a Europa el 1846 quan col·leccionava per la Reial Societat d'Horticultura de Londres, i poc més tard l'espècie arribava a Amèrica del Nord.

## Cultiu i usos
Tot i que tolera temperatures baixes, es cultiva en regions càlides perquè necessita temperatures estivals de més de 26 °C per tenir fruita de qualitat. Un estudi del 2010 de la Fundació del Món Rural recomana el cumquat per a la diversificació de l'agricultura catalana. Hi és apte des del punt de vista agronòmic i presenta un marge de benefici interessant. S'adapta a créixer en un test, però l'abonat, amb un adob específic per a cítrics, és imprescindible per l'aportació dels nutrients en què és més demandant, com el magnesi, per exemple. Amb aquesta nutrició, la collita de fruits a l'hivern i inici de primavera està assegurada en una sola planta. Si es planta a terra, cal tenir en compte evitar els sòls calcaris, i que sigui un pH menor de 7. En aquest cas amb terra lliure per estendre les arrels, pot arribar a superar els 3 metres d'alçada.
Es considera que els fruits del cumquat tenen propietats de disminuir el colesterol i també faciliten l'absorció del ferro dels aliments, per la qual cosa van bé per combatre l'anèmia. Molt ric en vitamina C i també en pectina, fet pel qual és ideal per a l’elaboració de gelats, compotes i pastissos. El seu valor nutricional és de 64 calories per cada 100 grams. Té la gran peculiaritat que es pot menjar sencer, escorça inclosa. La pell és dolça i el seu interior àcid, al contrari que la resta de cítrics. Té una pell molt més fina que la d'una mandarina i es pot conservar entre quatre i set dies a temperatura ambient i prop de tres setmanes a la nevera. Té demanda per a l'elaboració de melmelades, confitures i salses. Els cumquats són originaris del sud d'Àsia i es van cultivar originalment a la Xina, el Japó i al sud-est asiàtic, no es va portar a Europa fins a mitjans del segle XIX amb el botànic Robert Fortune el 1846. Actualment, les espècies més comunes de cumquat cultivades al nord de Califòrnia són el Nagami kumquat (Fortunella margarita), el Meiwa kumquat (Fortunella crassiofolia) i el Fukushu kumquat (Fortunella obovata) també es cultiva a Florida, així com a el Marroc, Israel, el Brasil, Austràlia i Espanya.